# Kanton Lussac-les-Châteaux
Lussac-les-Châteaux is een kanton van het departement Vienne in Frankrijk. Het kanton maakt deel uit van het arrondissement Montmorillon.

## Gemeenten
Het kanton Lussac-les-Châteaux omvatte tot 2014 de volgende 10 gemeenten:
- Bouresse
- Civaux
- Gouex
- Lhommaizé
- Lussac-les-Châteaux (hoofdplaats)
- Mazerolles
- Persac
- Saint-Laurent-de-Jourdes
- Sillars
- Verrières

Bij de herindeling van de kantons door het decreet van 26 februari 2014 met uitwerking op 22 maart 2015 werden volgende 15 gemeenten aan het kanton toegevoegd:
- Adriers
- Asnières-sur-Blour
- Brion
- Gençay
- L'Isle-Jourdain
- Luchapt
- Millac
- Moussac
- Mouterre-sur-Blourde
- Nérignac
- Queaux
- Saint-Maurice-la-Clouère
- Saint-Secondin
- Usson-du-Poitou
- Le Vigeant